# Список астероїдів (172901—173000)
| Назва                | Тимчасове позначення | Дата відкриття  | Місце відкриття             | Відкривач                   |
| -------------------- | -------------------- | --------------- | --------------------------- | --------------------------- |
| (172901) 2005 GY68   | 2005 GY68            | 2 квітня 2005   | Обсерваторія Маунт-Леммон   | Обсерваторія Маунт-Леммон   |
| (172902) 2005 GO75   | 2005 GO75            | 5 квітня 2005   | Обсерваторія Маунт-Леммон   | Обсерваторія Маунт-Леммон   |
| (172903) 2005 GC78   | 2005 GC78            | 6 квітня 2005   | Каталінський огляд          | Каталінський огляд          |
| (172904) 2005 GR79   | 2005 GR79            | 6 квітня 2005   | Обсерваторія Маунт-Леммон   | Обсерваторія Маунт-Леммон   |
| (172905) 2005 GX79   | 2005 GX79            | 7 квітня 2005   | Станція Андерсон-Меса       | LONEOS                      |
| (172906) 2005 GY79   | 2005 GY79            | 7 квітня 2005   | Станція Андерсон-Меса       | LONEOS                      |
| (172907) 2005 GC90   | 2005 GC90            | 6 квітня 2005   | Каталінський огляд          | Каталінський огляд          |
| (172908) 2005 GV92   | 2005 GV92            | 6 квітня 2005   | Обсерваторія Маунт-Леммон   | Обсерваторія Маунт-Леммон   |
| (172909) 2005 GH95   | 2005 GH95            | 6 квітня 2005   | Обсерваторія Кітт-Пік       | Spacewatch                  |
| (172910) 2005 GF96   | 2005 GF96            | 6 квітня 2005   | Обсерваторія Кітт-Пік       | Spacewatch                  |
| (172911) 2005 GA99   | 2005 GA99            | 7 квітня 2005   | Обсерваторія Кітт-Пік       | Spacewatch                  |
| (172912) 2005 GB99   | 2005 GB99            | 7 квітня 2005   | Обсерваторія Кітт-Пік       | Spacewatch                  |
| (172913) 2005 GM99   | 2005 GM99            | 7 квітня 2005   | Обсерваторія Кітт-Пік       | Spacewatch                  |
| (172914) 2005 GJ103  | 2005 GJ103           | 9 квітня 2005   | Обсерваторія Маунт-Леммон   | Обсерваторія Маунт-Леммон   |
| (172915) 2005 GE106  | 2005 GE106           | 10 квітня 2005  | Обсерваторія Кітт-Пік       | Spacewatch                  |
| (172916) 2005 GU112  | 2005 GU112           | 6 квітня 2005   | Обсерваторія Кітт-Пік       | Spacewatch                  |
| (172917) 2005 GX130  | 2005 GX130           | 9 квітня 2005   | Обсерваторія Кітт-Пік       | Spacewatch                  |
| (172918) 2005 GL135  | 2005 GL135           | 10 квітня 2005  | Обсерваторія Кітт-Пік       | Spacewatch                  |
| (172919) 2005 GP135  | 2005 GP135           | 10 квітня 2005  | Обсерваторія Кітт-Пік       | Spacewatch                  |
| (172920) 2005 GL138  | 2005 GL138           | 12 квітня 2005  | Обсерваторія Кітт-Пік       | Spacewatch                  |
| (172921) 2005 GX138  | 2005 GX138           | 12 квітня 2005  | Обсерваторія Кітт-Пік       | Spacewatch                  |
| (172922) 2005 GL139  | 2005 GL139           | 12 квітня 2005  | Обсерваторія Кітт-Пік       | Spacewatch                  |
| (172923) 2005 GK140  | 2005 GK140           | 13 квітня 2005  | Сокорро (Нью-Мексико)       | LINEAR                      |
| (172924) 2005 GE144  | 2005 GE144           | 10 квітня 2005  | Обсерваторія Кітт-Пік       | Spacewatch                  |
| (172925) 2005 GY155  | 2005 GY155           | 10 квітня 2005  | Обсерваторія Маунт-Леммон   | Обсерваторія Маунт-Леммон   |
| (172926) 2005 GE156  | 2005 GE156           | 10 квітня 2005  | Обсерваторія Маунт-Леммон   | Обсерваторія Маунт-Леммон   |
| (172927) 2005 GK157  | 2005 GK157           | 11 квітня 2005  | Обсерваторія Кітт-Пік       | Spacewatch                  |
| (172928) 2005 GQ168  | 2005 GQ168           | 12 квітня 2005  | Обсерваторія Кітт-Пік       | Spacewatch                  |
| (172929) 2005 GM170  | 2005 GM170           | 12 квітня 2005  | Сокорро (Нью-Мексико)       | LINEAR                      |
| (172930) 2005 HZ3    | 2005 HZ3             | 18 квітня 2005  | Сокорро (Нью-Мексико)       | LINEAR                      |
| (172931) 2005 HA4    | 2005 HA4             | 28 квітня 2005  | Обсерваторія Ріді-Крик      | Джон Бротон                 |
| (172932) 2005 JC     | 2005 JC              | 1 травня 2005   | Альшвендт                   | Вольфганг Ріс               |
| (172933) 2005 JH     | 2005 JH              | 2 травня 2005   | Обсерваторія Ріді-Крик      | Джон Бротон                 |
| (172934) 2005 JX     | 2005 JX              | 3 травня 2005   | Сокорро (Нью-Мексико)       | LINEAR                      |
| (172935) 2005 JF4    | 2005 JF4             | 3 травня 2005   | Каталінський огляд          | Каталінський огляд          |
| (172936) 2005 JW29   | 2005 JW29            | 3 травня 2005   | Сокорро (Нью-Мексико)       | LINEAR                      |
| (172937) 2005 JS32   | 2005 JS32            | 4 травня 2005   | Обсерваторія Маунт-Леммон   | Обсерваторія Маунт-Леммон   |
| (172938) 2005 JV48   | 2005 JV48            | 3 травня 2005   | Обсерваторія Кітт-Пік       | Spacewatch                  |
| (172939) 2005 JY49   | 2005 JY49            | 4 травня 2005   | Обсерваторія Кітт-Пік       | Spacewatch                  |
| (172940) 2005 JA51   | 2005 JA51            | 4 травня 2005   | Обсерваторія Кітт-Пік       | Spacewatch                  |
| (172941) 2005 JU66   | 2005 JU66            | 4 травня 2005   | Паломарська обсерваторія    | NEAT                        |
| (172942) 2005 JX71   | 2005 JX71            | 8 травня 2005   | Станція Андерсон-Меса       | LONEOS                      |
| (172943) 2005 JT88   | 2005 JT88            | 10 травня 2005  | Обсерваторія Маунт-Леммон   | Обсерваторія Маунт-Леммон   |
| (172944) 2005 JS104  | 2005 JS104           | 11 травня 2005  | Станція Андерсон-Меса       | LONEOS                      |
| (172945) 2005 JO125  | 2005 JO125           | 11 травня 2005  | Каталінський огляд          | Каталінський огляд          |
| (172946) 2005 JJ134  | 2005 JJ134           | 14 травня 2005  | Обсерваторія Маунт-Леммон   | Обсерваторія Маунт-Леммон   |
| 172947 Baeyens       | 2005 JQ138           | 13 травня 2005  | Обсерваторія Маунт-Леммон   | Альберт Ґрауер              |
| (172948) 2005 JR164  | 2005 JR164           | 10 травня 2005  | Сокорро (Нью-Мексико)       | LINEAR                      |
| (172949) 2005 JQ166  | 2005 JQ166           | 11 травня 2005  | Паломарська обсерваторія    | NEAT                        |
| (172950) 2005 JU166  | 2005 JU166           | 11 травня 2005  | Паломарська обсерваторія    | NEAT                        |
| (172951) 2005 JN174  | 2005 JN174           | 11 травня 2005  | Обсерваторія Серро Тололо   | Марк Буї                    |
| (172952) 2005 KC3    | 2005 KC3             | 17 травня 2005  | Обсерваторія Маунт-Леммон   | Обсерваторія Маунт-Леммон   |
| (172953) 2005 KG5    | 2005 KG5             | 18 травня 2005  | Паломарська обсерваторія    | NEAT                        |
| (172954) 2005 KC6    | 2005 KC6             | 18 травня 2005  | Паломарська обсерваторія    | NEAT                        |
| (172955) 2005 KR11   | 2005 KR11            | 30 травня 2005  | Обсерваторія Сайдинг-Спрінг | Обсерваторія Сайдинг-Спрінг |
| (172956) 2005 LZ1    | 2005 LZ1             | 1 червня 2005   | Обсерваторія Кітт-Пік       | Spacewatch                  |
| (172957) 2005 LY8    | 2005 LY8             | 1 червня 2005   | Обсерваторія Маунт-Леммон   | Обсерваторія Маунт-Леммон   |
| (172958) 2005 LH11   | 2005 LH11            | 3 червня 2005   | Обсерваторія Кітт-Пік       | Spacewatch                  |
| (172959) 2005 LG19   | 2005 LG19            | 8 червня 2005   | Обсерваторія Кітт-Пік       | Spacewatch                  |
| (172960) 2005 LG37   | 2005 LG37            | 11 червня 2005  | Обсерваторія Кітт-Пік       | Spacewatch                  |
| (172961) 2005 MH2    | 2005 MH2             | 16 червня 2005  | Обсерваторія Маунт-Леммон   | Обсерваторія Маунт-Леммон   |
| (172962) 2005 MZ13   | 2005 MZ13            | 28 червня 2005  | Обсерваторія Кітт-Пік       | Spacewatch                  |
| (172963) 2005 MY14   | 2005 MY14            | 29 червня 2005  | Паломарська обсерваторія    | NEAT                        |
| (172964) 2005 MR34   | 2005 MR34            | 29 червня 2005  | Паломарська обсерваторія    | NEAT                        |
| (172965) 2005 MX38   | 2005 MX38            | 30 червня 2005  | Обсерваторія Кітт-Пік       | Spacewatch                  |
| (172966) 2005 MC54   | 2005 MC54            | 23 червня 2005  | Паломарська обсерваторія    | NEAT                        |
| (172967) 2005 NK55   | 2005 NK55            | 6 липня 2005    | Обсерваторія Ріді-Крик      | Джон Бротон                 |
| (172968) 2005 NQ80   | 2005 NQ80            | 14 липня 2005   | Обсерваторія Ріді-Крик      | Джон Бротон                 |
| (172969) 2005 QA20   | 2005 QA20            | 26 серпня 2005  | Станція Андерсон-Меса       | LONEOS                      |
| (172970) 2005 QD32   | 2005 QD32            | 24 серпня 2005  | Паломарська обсерваторія    | NEAT                        |
| (172971) 2005 QN176  | 2005 QN176           | 31 серпня 2005  | Станція Кампо Імператоре    | CINEOS                      |
| (172972) 2005 SG13   | 2005 SG13            | 24 вересня 2005 | Обсерваторія Кітт-Пік       | Spacewatch                  |
| (172973) 2005 SR167  | 2005 SR167           | 28 вересня 2005 | Паломарська обсерваторія    | NEAT                        |
| (172974) 2005 YW55   | 2005 YW55            | 28 грудня 2005  | Каталінський огляд          | Каталінський огляд          |
| (172975) 2006 DY6    | 2006 DY6             | 20 лютого 2006  | Каталінський огляд          | Каталінський огляд          |
| (172976) 2006 DC113  | 2006 DC113           | 27 лютого 2006  | Обсерваторія Кітт-Пік       | Spacewatch                  |
| (172977) 2006 DK116  | 2006 DK116           | 27 лютого 2006  | Обсерваторія Кітт-Пік       | Spacewatch                  |
| (172978) 2006 HB8    | 2006 HB8             | 18 квітня 2006  | Обсерваторія Кітт-Пік       | Spacewatch                  |
| (172979) 2006 HT25   | 2006 HT25            | 20 квітня 2006  | Обсерваторія Кітт-Пік       | Spacewatch                  |
| (172980) 2006 HG26   | 2006 HG26            | 20 квітня 2006  | Обсерваторія Кітт-Пік       | Spacewatch                  |
| (172981) 2006 HN30   | 2006 HN30            | 21 квітня 2006  | Каталінський огляд          | Каталінський огляд          |
| (172982) 2006 HZ60   | 2006 HZ60            | 28 квітня 2006  | Сокорро (Нью-Мексико)       | LINEAR                      |
| (172983) 2006 HD71   | 2006 HD71            | 25 квітня 2006  | Обсерваторія Кітт-Пік       | Spacewatch                  |
| (172984) 2006 HK89   | 2006 HK89            | 20 квітня 2006  | Сокорро (Нью-Мексико)       | LINEAR                      |
| (172985) 2006 HW147  | 2006 HW147           | 27 квітня 2006  | Обсерваторія Серро Тололо   | Марк Буї                    |
| (172986) 2006 JE36   | 2006 JE36            | 4 травня 2006   | Обсерваторія Кітт-Пік       | Spacewatch                  |
| (172987) 2006 KP28   | 2006 KP28            | 20 травня 2006  | Обсерваторія Кітт-Пік       | Spacewatch                  |
| (172988) 2006 KQ48   | 2006 KQ48            | 21 травня 2006  | Обсерваторія Кітт-Пік       | Spacewatch                  |
| 172989 Xuliyang      | 2006 KW67            | 25 травня 2006  | Обсерваторія Люлінь         | К. Йє, Г.-К. Лін            |
| (172990) 2006 KV81   | 2006 KV81            | 25 травня 2006  | Обсерваторія Маунт-Леммон   | Обсерваторія Маунт-Леммон   |
| (172991) 2006 KR114  | 2006 KR114           | 26 травня 2006  | Паломарська обсерваторія    | NEAT                        |
| (172992) 2006 KW116  | 2006 KW116           | 29 травня 2006  | Обсерваторія Кітт-Пік       | Spacewatch                  |
| (172993) 2006 KV118  | 2006 KV118           | 30 травня 2006  | Обсерваторія Кітт-Пік       | Spacewatch                  |
| (172994) 2006 KE122  | 2006 KE122           | 24 травня 2006  | Паломарська обсерваторія    | NEAT                        |
| (172995) 2006 KN122  | 2006 KN122           | 28 травня 2006  | Сокорро (Нью-Мексико)       | LINEAR                      |
| 172996 Стук (Stooke) | 2006 KL141           | 25 травня 2006  | Обсерваторія Мауна-Кеа      | Пол Віджерт                 |
| (172997) 2006 LO1    | 2006 LO1             | 4 червня 2006   | Обсерваторія Маунт-Леммон   | Обсерваторія Маунт-Леммон   |
| (172998) 2006 LT6    | 2006 LT6             | 5 червня 2006   | Сокорро (Нью-Мексико)       | LINEAR                      |
| (172999) 2006 MF2    | 2006 MF2             | 16 червня 2006  | Обсерваторія Кітт-Пік       | Spacewatch                  |
| (173000) 2006 MT3    | 2006 MT3             | 16 червня 2006  | Паломарська обсерваторія    | NEAT                        |